# Maria z przedmieścia
Maria z przedmieścia (hiszp. María la del barrio, dosł. Maria, ta z naszej dzielnicy) – meksykańska telenowela Televisy wyemitowana w latach 1995-1996. Jest to remake serialu z 1979 roku Los ricos también lloran. Ostatnia telenowela z Trylogii o Mariach (Trilogía de las Marías), którą również tworzą María Mercedes i Marimar z Thalíą w roli głównej. Oprócz ról tytułowych aktorka wykonała także piosenki przewodnie do wszystkich trzech części trylogii.

## Fabuła
Maria to młoda, doświadczona przez los dziewczyna. Zajmuje się zbieraniem śmieci. Żyje z tego, co znajdzie na ulicy. Po śmierci opiekunki Casildy otrzymuje pracę służącej w rezydencji "de la Vega". Tu okazuje się, że wysypisko śmieci było rajem w porównaniu z tym, co czeka biedną dziewczynę szykanowaną przez domowników. A są nimi: pani domu - Victoria, jej najstarszy, rozpieszczony syn - Luis Fernando i wredna kuzynka Soraya - hipokrytka i intrygantka. Najbardziej wobec Marii okrutny jest Luis Fernando. Jego plan jest prosty: uwieść, wykorzystać i porzucić. Ale nie przypuszcza, że Maria zawładnie jego sercem i umysłem. Luis Fernando zakochuje się po uszy i to z wzajemnością. Licho jednak nie śpi. Soraya, która pragnie Luisa zdobyć dla siebie, zaczyna działać. Wkrótce jednak, w wyniku splotu pewnych okoliczności, Soraya zniknie z życia Marii i Luisa. I gdy wydawałoby się, że już nic nie stanie na drodze ich szczęścia, sprawy skomplikują się. Luis porzuci ukochaną i wyjedzie z kraju, nie wiedząc, że Maria jest w ciąży.

## Wersja polska

### Wersja TVP Regionalna
W latach 90. telenowela ta cieszyła się ogromną popularnością. 
W Polsce serial był emitowany w 1998 roku w paśmie wspólnym tv lokalnych (TVP Regionalna) po dwa odcinki po około 25 minut. Liczył 185 odcinków. Pierwsze dwa odcinki wyemitowano 2 czerwca 1998. Opracowaniem wersji polskiej i udźwiękowieniem zajęła się Telewizja Polska SA oddział w Szczecinie. Autorem tekstu był Mieszko Kardyni. Lektorem serialu był Stanisław Heropolitański.

### Wersja TV4
Telenowela była emitowana na TV4 od 5 września 2018 początkowo o godz. 15.40, następnie o 16.00 od odcinka 6. od poniedziałku do piątku. Ostatni odcinek wyemitowano 16 stycznia 2019. TV4 wyemitowała Marię z przedmieścia w nowej wersji lektorskiej. Opracowaniem wersji polskiej zajęły się m.in. Iwona Ufnal, Marta Bem, Ewa Firlej i Elżbieta Gałązka-Salamon. Lektorem serialu był Aleksander Pawlikowski. Była to wersja skrócona odcinkowo i ocenzurowana (wiele scen zostało wyciętych), przy czym wydłużono czas emisji odcinka do około 45 minut. Łączna liczba odcinków wynosiła 90.
W ramówce TV4 telenowelę zastąpił serial Paulina.
Każdy odcinek telenoweli „Maria z przedmieścia” emitowany w TV4 gromadził około 300 tysięcy widzów. Ostatni odcinek emitowany 16 stycznia obejrzało 252,6 tys. widzów (2,55% udziałów).

## Obsada
- Thalía jako María Hernández de De la Vega "María la del barrio"
- Fernando Colunga jako Luis Fernando De la Vega Montenegro
- Itatí Cantoral jako Soraya Montenegro Vda. de Montalbán[19][20]
- Irán Eory jako Victoria Montenegro de De la Vega[21]
- Ricardo Blume jako Fernando De la Vega
- Carmen Salinas jako Agripina Pérez[22]
- René Muñoz jako "El Veracruz"
- Ludwika Paleta[23] jako María de los Ángeles "Tita" De la Vega Hernández
- Osvaldo Benavides[24] jako Fernando "Nandito" De la Vega Hernández
- Ana Patricia Rojo jako Penélope Linares[25]
- Ariel López Padilla jako Dr. Daniel Ordóñez
- Sebastián Ligarde jako Lic. Gonzalo Dorantes
- Alejandra Procuna jako Brenda Ramos del Real
- Manuel Saval jako Óscar Montalbán
- Meche Barba jako Guadalupe Linares "Lupe"
- Héctor Soberón jako Vladimir De la Vega Montenegro
- Rebeca Manríquez jako Carlota
- Raúl Padilla "Chóforo" jako Urbano González
- Beatriz Moreno jako Felipa
- Silvia Caos jako Nana Calixta Popoca
- Tito Guízar jako Ojciec Honorio
- Ariadna Welter jako Esperanza Calderón
- Enrique Lizalde jako Abelardo Armenteros
- Pituka de Foronda jako Carolina Monroy "Seño Caro"
- Mauricio Aspe jako Aldo Armenteros
- Yuliana Peniche jako Alicia Montalbán Smith[19]
- Emilia Carranza jako Raymunda Robles del Castillo
- Roberto Blandón jako José María "Papacito" Cano
- Ninón Sevilla jako Caridad
- Claudia Ortega jako Antonia "Toña"
- Juan Antonio Edwards jako Dr. Rodrigo Suárez
- Jessica Jurado jako Verónica Robles del Castillo de Barrena
- Daniel Gauvry jako Clemente Barrena
- Gloria Izaguirre jako Marcela
- Arturo Muñoz jako Dr. Ricardo Mejía
- Aurora Molina jako Casilda Pérez
- Antonio Medellín jako Dr. Carreras
- Lilia Michel jako Siostra Matilde
- María Prado jako Rosenda
- Monserrat Gallosa jako Vanessa De la Vega Montenegro
- Irma Torres jako Matilda Chávez, dyrektorka więzienia dla kobiet
- Enrique Muñoz jako Agente Murillo
- Irlanda Mora jako Grindelia "La Leona" Campuzano
- Rocío Sobrado jako Gracia Valdés
- Patricia Martínez jako Romelia Aguado
- Beatriz Monroy jako Tísica
- Evangelina Martínez jako Berta
- Marcela Matos jako Marisela
- Leonardo Daniel jako Sr. Hinojosa
- Yadira Santana jako Rufina
- Alejandro Tommasi jako Dr. Keeler
- Graciela Bernardos jako Dra. Giménez
- Frances Ondiviela jako Cecilia
- Karla Graham jako Glenda
- Jorge Cáceres jako Osvaldo Treviño
- Sebastián Garza jako Pedro
- Odiseo Bichir jako Renato Jerez
- Rodrigo Abed jako Bernardo
- Sara Montes jako Elisa
- Javier Gómez jako Rosales
- Carmen Salas jako Natalia
- Eduardo Arroyuelo jako El Manotas
- Roberto Ballesteros jako El Fantasma
- Amara Villafuerte jako Delia
- Julio Mannino jako Canseco
- Lourdes Deschamps jako Argelia
- David Ostrosky jako Zabala
- Isabel Martínez "La Tarabilla" jako Cutberta
- Óscar Bonfiglio jako Chito
- Genoveva Pérez jako Balbina
- Eva Calvo jako Remedios Vda. de Ordóñez
- Javier Ruán jako Zamora
- Ricardo Vera jako Camilo Macías
- Eric del Castillo jako Juez
- Araceli Ibarra jako Aurelia
- Luigi Laguna jako Cirilo
- Maribel Palmer jako Hilda Rivas
- Lourdes Reyes jako Elba Sánchez
- Margarita Magaña jako Betty
- Esteban Moldovan jako Carlos Ordóñez
- Natasha Dupeyrón jako Perlita Ordóñez

## Adaptacje
Maria z przedmieścia jest adaptacją telenoweli z 1979 roku Los ricos también lloran. Po Marii z przedmieścia powstały jeszcze trzy seriale będące wersjami pierwowzoru z lat siedemdziesiątych. W 2005 roku powstała brazylijska wersja tej historii, nakręcona przez SBT. Rok później Marina – meksykańska telenowela produkcji Telemundo (w Polsce emitowana przez TVN). Filipińczycy również stworzyli własny remake.
- Los ricos también lloran  – meksykańska telenowela z 1979 roku, w rolach głównych Verónica Castro, Rogelio Guerra i Rocío Banquells.
- Os Ricos Também Choram – brazylijska telenowela z 2005 roku, w rolach głównych Márcio Kieling i Thaís Fersoza.
- Marina – meksykańska telenowela z 2006 roku, w rolach głównych Sandra Echeverría i Mauricio Ochmann, który później został zastąpiony przez Manolo Cardona.
- Maria la del Barrio – filipińska telenowela z 2011 roku, w rolach głównych Erich Gonzales i Enchong Dee[26][27][28].

## Nagrody i nominacje
Telenowela zdobyła m.in. trzy nagrody Premios TVyNovelas 1996 (dla najlepszego czarnego charakteru, dla najlepszej młodej aktorki i najlepszego młodego aktora). Produkcja była nominowana w kilku kategoriach. Nagrodę dla najlepszej młodej aktorki za rolę w Marii z przedmieścia otrzymała urodzona w Polsce, Ludwika Paleta. Specjalne wyróżnienie za wysokie wyniki oglądalności otrzymała producentka telenoweli Angelli Nesma Medina.

### Premios TVyNovelas1996
| Kategoria                         | Osoby                | Wynik     |
| --------------------------------- | -------------------- | --------- |
| Najlepsza antagonistka            | Itatí Cantoral       | Wygrana   |
| Najlepsza aktorka pierwszoplanowa | Irán Eory            | Nominacja |
| Najlepsza aktorka drugoplanowa    | Carmen Salinas       | Nominacja |
| Najlepsza aktorka młodzieżowa     | Ludwika Paleta       | Wygrana   |
| Najlepszy aktor młodzieżowy       | Osvaldo Benavides    | Wygrana   |
| Najwyżej oceniona telenowela      | Angelli Nesma Medina | Wygrana   |